# 724
724 (DCCXXIV) var ett skottår som började en lördag i den julianska kalendern.

## Händelser

### Okänt datum
- Kejsar Shōmu efterträder Kejsarinnan Genshō på Japans tron.
- Umayyadkalifen Yazid II ibn Abd al-Malik (720–724) efterträds av Hisham ibn Abd al-Malik (724–743).

## Födda
- Dong Jin, kinesisk general och kansler.

## Avlidna
- Rotrude av Treves, hertiginna av frankerna och gift med Karl Martell (född 690)
- Tonyukuk, turkisk storvisir och överbefällhavare (förmodat datum)
- Fogartach mac Néill, storkonung av Irland
- Wang (Xuanzong), kejsarinna av Kina.
- Hababah, arabisk sångerska och poet.